# Quebec Nordiques
Los Nordiques de Quebec (en francés Nordiques de Québec, en inglés Quebec Nordiques) fue un equipo profesional de hockey sobre hielo que existió desde 1972 hasta 1995 en Ciudad de Quebec, provincia de Quebec (Canadá). 
El equipo se fundó como una de las 12 primeras franquicias de la World Hockey Association (WHA), liga de hockey profesional que nació como competencia directa de la National Hockey League (NHL). En 1979 fue uno de los cuatro clubes que pasó a formar parte de la NHL, que absorbió a la WHA.
Los Nordiques continuaron en la ciudad de Quebec hasta 1995, cuando los equipos canadienses comenzaron a tener problemas económicos debido al cambio monetario del dólar canadiense, ya que los sueldos en la NHL se pagan con el dólar estadounidense. La franquicia no pudo sobrevivir a este cambio monetario y fue realojada ese mismo año en Denver, Colorado (Estados Unidos), para conformar un nuevo equipo llamado Colorado Avalanche.

## Historia

### El equipo en laWorld Hockey Association
Los Nordiques de Quebec fue una de las 12 franquicias que participó en la primera temporada de la liga World Hockey Association en 1972. Aunque la franquicia correspondía en un principio a San Francisco (California), el grupo propietario quebró antes de comenzar la temporada. La plaza fue vendida a un grupo de seis inversores canadienses de Ciudad de Quebec liderado por Paul Racine y Marcel Aubut, que ya controlaban un equipo de hockey sobre hielo juvenil. Los dueños llamaron al club Nordiques de Quebec -Nórdicos de Quebec- en referencia a la posición de la ciudad en el mapa, al norte en el paralelo 46.
El primer entrenador de los Nordiques de Quebec  fue Maurice Richard, histórico jugador de hockey sobre hielo en Canadá. Sin embargo, el técnico sólo duró dos partidos y dimitió de su cargo al considerar que no estaba preparado para dirigir un club. Los Nordiques mantuvieron un buen nivel de resultados en las primeras temporadas, y su primera clasificación para un playoff se produjo en la temporada 1974/75, cuando se proclamaron campeones de División. 
Una temporada después, Quebec jugó de nuevo un playoff gracias a un sólido ataque con cinco jugadores que anotaron más de 100 puntos -suma de goles y asistencias-, aunque en la fase final cayó en la primera ronda. Finalmente, los Nordiques ganaron el Avco World Trophy -equivalente a la Stanley Cup de la NHL- en la temporada 1976/77, al vencer en la final a Winnipeg Jets en siete partidos. La franquicia no pudo revalidar su título en la siguiente campaña, al caer frente a New England Whalers en semifinales.
Tras la desaparición de la World Hockey Association, la LNH anunció que los Nordiques de Qubec era una de las cuatro franquicias -junto con Edmonton Oilers, New England Whalers y Winnipeg Jets- que participarían en el campeonato a partir de la temporada 1979/80. Meses antes del colapso de la WHA, el propietario de Quebec Marcel Aubry comenzó las negociaciones para formalizar el ingreso.

### Década de 1980

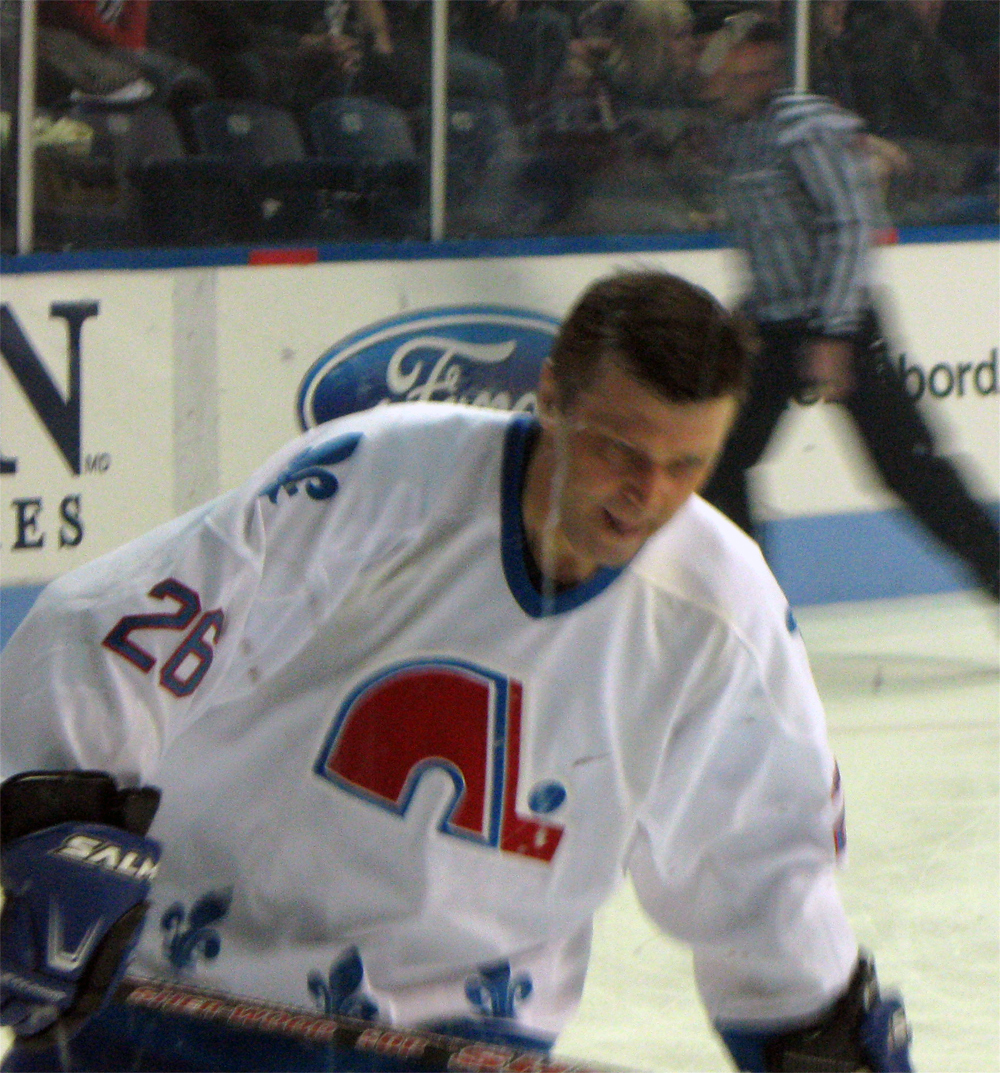
Peter Stastny fue miembro de Quebec Nordiques desde 1980 hasta 1990.

Quebec Nordiques afrontó su primera temporada en la NHL con una plantilla completamente renovada, porque los mejores jugadores de la franquicia fueron traspasados a otros clubes. En la campaña 1979/80 el equipo terminó último de la División Adams -actual División Noreste-. Sin embargo, el equipo se reforzó en la siguiente temporada con mejores jugadores, clasificándose para playoff.
Con una plantilla liderada por los atacantes Michel Goulet y Peter Stastny, Quebec Nordiques se clasificó para playoff durante ocho temporadas consecutivas. A comienzos de la década de 1980 su mayor logro fue llegar hasta la final de Conferencia Este en 1982, donde perdió frente a New York Islanders. En la temporada 1985/96 Quebec ganó su primer título de División, aunque volvieron a caer rápidamente en playoff.
Durante ese tiempo, Quebec Nordiques forjó una fuerte rivalidad con el otro equipo de Quebec, Montreal Canadiens, cuyo mayor episodio fue una multitudinaria pelea en 1984 entre los jugadores de los dos clubes, conocida como Bataille du Vendredi Saint. Debido a que los Canadiens son el equipo con más seguidores en el estado de Quebec, los Nordiques hicieron campañas publicitarias para atraer nuevos abonados. El más destacado fue el evento Rendez-Vous '87, un partido amistoso contra la selección de hockey de la Unión Soviética, histórico rival de Canadá en ese deporte y uno de los combinados con más prestigio.
A partir de la temporada 1987/88, la racha de los Nordiques decayó después de la marcha de Michel Bergeron, técnico de Quebec durante buena parte de la década. En esa campaña el equipo terminó último en la División Adams, tendencia que repitió un año después. Aunque Bergerón volvió a dirigir a la plantilla en la temporada 1989/90, los Nordiques firmaron la peor temporada en su historia con un récord negativo de 12 victorias, 61 derrotas y 7 empates.

### Caso Eric Lindros (1991-1992)
Debido a que Quebec Nordiques terminó sus últimas temporadas en la NHL en las posiciones más bajas, el equipo contó con primeras elecciones en el Draft. La franquicia acertó con sus contrataciones de jóvenes promesas, eligiendo al sueco Mats Sundin -primer europeo elegido como número 1 del Draft de la NHL- en 1989, y a Owen Nolan en 1990. Quebec Nordiques era de nuevo el primer equipo para elegir jugador en el Draft de 1991 y se hizo con los derechos de Eric Lindros, joven estrella que en su última temporada en Oshawa Generals, equipo de las ligas inferiores, anotó 71 goles y 78 asistencias.
Sin embargo, Eric Lindros anunció antes del Draft y después de ser elegido que no pensaba jugar con el equipo de Ciudad de Quebec, porque consideraba que no estaban en condiciones de luchar por el campeonato. Lindros se negó a firmar un contrato y los Nordiques mantuvieron sus derechos sobre él en la NHL, por lo que el jugador permaneció una temporada más en Oshawa Generals a la espera de ser traspasado. Finalmente, Quebec Nordiques vendió sus derechos sobre el jugador a Philadelphia Flyers el 30 de junio de 1992.
Aunque Quebec no contó con Lindros en sus filas, la franquicia logró un acuerdo provechoso a largo plazo. A cambio de la joven estrella, los Nordiques obtuvieron cuatro jugadores, dos primeras elecciones en el draft, los derechos sobre la estrella sueca Peter Forsberg y 15 millones de dólares americanos al contado. La mayoría de los nuevos jugadores contratados fueron determinantes tanto en los últimos años de la franquicia en Ciudad de Quebec como en el primer año de existencia de Colorado Avalanche.

### Últimos años y traslado a Denver (1993-1995)
Los Nodiques de Quebec mejoró sus resultados a partir de la temporada 1992/93 gracias a su línea de ataque formada por Joe Sakic, Mats Sundin y Owen Nolan, que llevó al equipo hasta las semifinales de la Conferencia Este, donde fueron derrotados por Montreal Canadiens. Aunque un año después no lograron la clasificación para el playoff, en la temporada 1994/95 -marcada por una huelga que paralizó media temporada- Quebec obtuvo el campeonato de División con 30 victorias, 13 derrotas y 5 empates. En esa campaña, los Nordiques fueron eliminados en la primera ronda de la fase final.
Pese a los buenos resultados deportivos, la franquicia padecía dificultades económicas. Los equipos canadienses sufrían problemas por la debilidad del dólar canadiense -los salarios de la LNH se pagan en dólares americanos-. Por otra parte, la Ciudad de Quebec era el mercado más pequeño de la NHL y el segundo más pequeño de las Grandes Ligas deportivas solo por detrás de Green Bay con su equipo de la NFL, los Green Bay Packers, además que es una plaza exclusivamente francófona y estaba por detrás de Canadiens de Montreal en número de abonados y de simpatizantes.
Marcel Aubut pidió al gobierno de Quebec un plan de rescate para la franquicia, que contemplaba un nuevo estadio y más recursos financieros. Sin embargo, la administración se negó, por lo que Aubut anunció en mayo de 1995 que vendía la franquicia a un grupo inversor de Denver, Colorado. Los Nordiques de Quebec desapareció y en su lugar se creó Colorado Avalanche, que ganó la Copa Stanley en su temporada de debut (1995/96) con un equipo formado en su gran mayoría por jugadores de los Nordiques.

## Escudo y equipación
El escudo de los Nordiques de Quebec era una letra N en color rojo junto a un stick de hockey sobre hielo y un puck, que unidos formaban un dibujo similar al de un iglú. El logotipo estuvo presente desde la creación del equipo hasta su desaparición.
Por su parte, la equipación del equipo consistía en una camiseta azul con pantalón del mismo color para los partidos en casa, y una camiseta blanca con pantalón azul para los encuentros como visitante. Ambos jerséis tenían como detalle la flor de lis blanca, representativa de la bandera de Quebec.
A pesar de que los Nordiques de Quebec desapareció en 1995, estaba previsto que la imagen del equipo cambiase por completo si la franquicia hubiera permanecido en Ciudad de Quebec. El escudo y nueva imagen sería la de un husky siberiano de color gris con detalles azul marino. La variación también habría existido en las equipaciones.

## Estadio
Los Nordiques de Quebec jugó sus partidos como local en el Colisée de Québec, con capacidad para 15.000 espectadores. Aunque es un recinto multiusos, el uso principal de la instalación es el de campo de hockey. 
Actualmente el recinto sigue en uso como hogar de Remparts de Quebec, equipo que juega en la liga juvenil de Quebec (Ligue de hockey junior majeur du Québec). Por razones de patrocinio, el estadio se conoce como Colisée Pepsi.

## Jugadores

### Capitanes
- Jean-Guy Gendron, 1972–74
- Michel Parizeau, 1974–76
- Marc Tardif, 1976–81
- Robbie Ftorek, 1981
- André Dupont, 1981–82
- Sin capitán, 1982–83

- Mario Marois, 1983–85
- Peter Stastny, 1985–90
- Steven Finn y Joe Sakic 1990–91
- Mike Hough 1991–92
- Joe Sakic 1992–95

### Miembros del Salón de la Fama del Hockey
- 16: Michel Goulet. Inició su carrera en la NHL en Quebec y fue el segundo máximo goleador del club, donde permaneció desde 1979 hasta 1990.
- 26: Peter Stastny. Tercer máximo goleador en la historia de la franquicia, donde jugó desde 1980 hasta 1990.

### Dorsales retirados
- 3: Jean-Claude Tremblay. Procedente de Montreal Canadiens, continuó su carrera en Quebec, donde permaneció siete temporadas hasta su retirada.
- 8: Marc Tardif. Capitán del equipo desde 1976 hasta 1981.
- 16: Michel Goulet.
- 26: Peter Stastny.

Cuando Quebec Nordiques desapareció, Colorado Avalanche volvió a poner los cuatro números bajo circulación.

## Palmarés

### Equipo
- World Hockey Association: 1 (1976/77)
- Campeonatos de División (WHA): 2 (1974/75, 1976/77)
- Campeonatos de División (NHL): 2 (1985/86, 1994/95)

### Individual

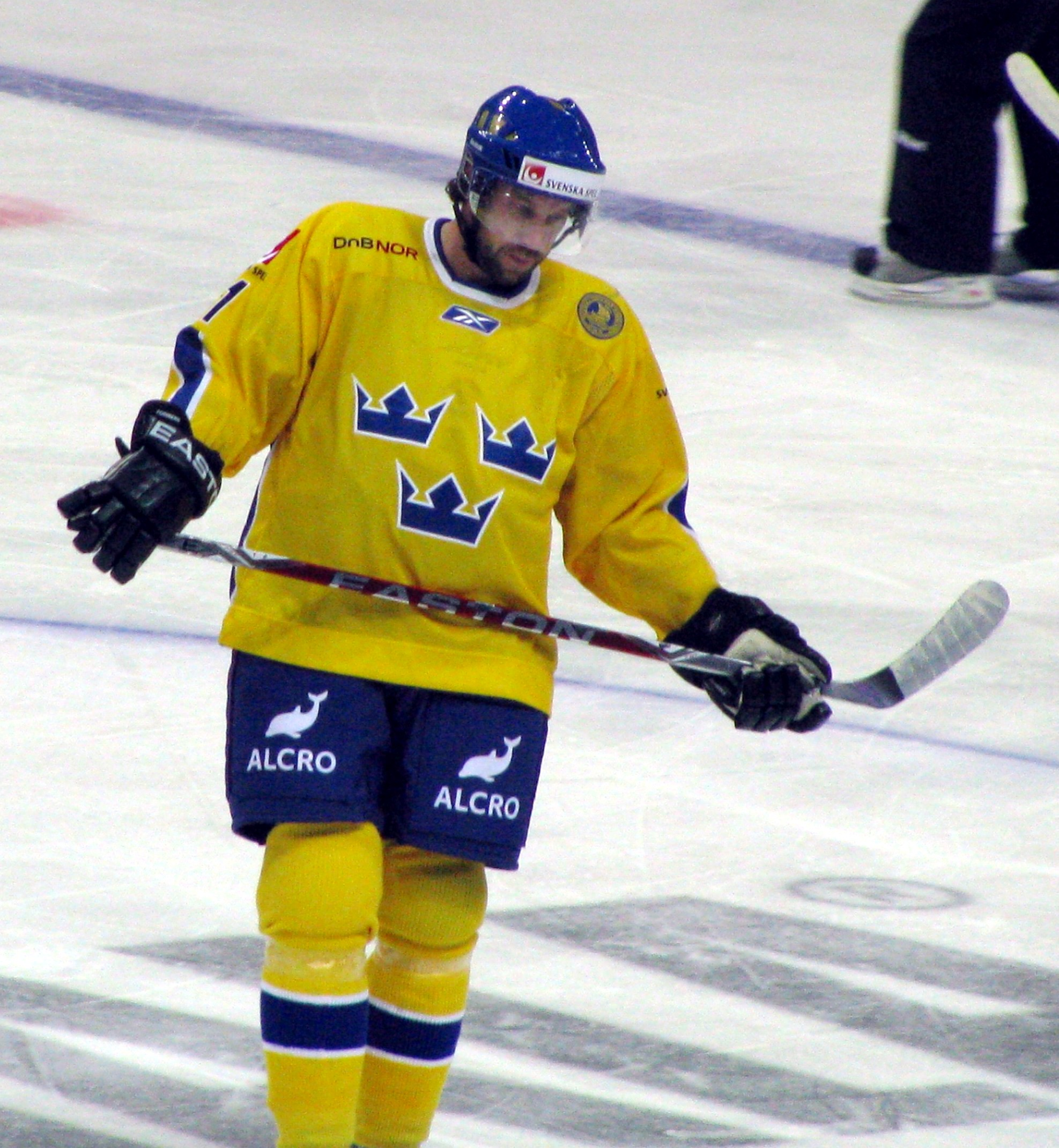
Peter Forsberg ganó el Trofeo Calder en la temporada 1994/95.

#### WHA
Trofeo Gordie Howe (mejor jugador de la liga)
- Marc Tardif (1975/76, 1977/78)

Trofeo Bill Hunter (máximo goleador)
- Marc Tardif (1975/76, 1977/78)
- Réal Cloutier (1976/77, 1978/79)

Trofeo Dennis A. Murphy (mejor defensa)
- Jean-Claude Tremblay (1972/73, 1974/75)

#### NHL
Trofeo Calder
- Peter Stastny (1980/81)
- Peter Forsberg (1994/95)

Trofeo Jack Adams
- Marc Crawford (1994/95)